# Carl Benda (Musiker)

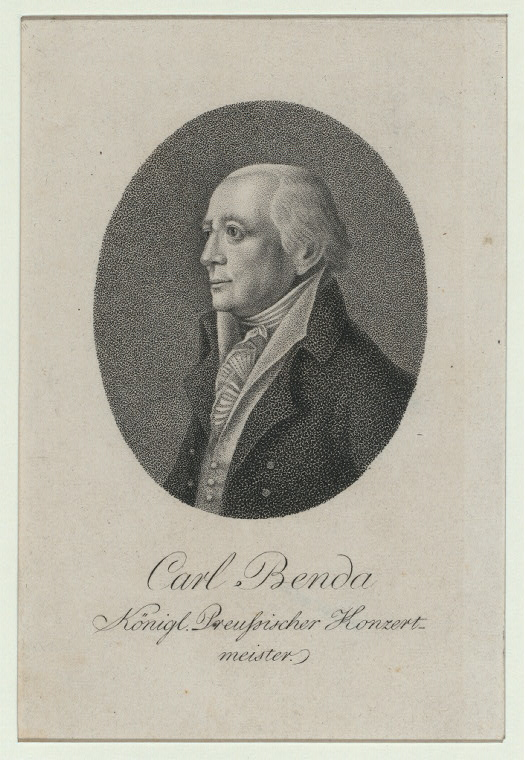
Karl (Carl) Hermann Heinrich Benda

Carl Hermann Heinrich Benda, auch Karl Benda (getauft am 2. Mai 1748 in Potsdam; † 15. März 1836 in Berlin) war ein deutscher Musiker und Komponist.

## Leben

Handschrift Karl Bendas, 1785, S. 1/4.

poco Adagio, Autograph 1785, S. 2/4.

Karl Benda war der jüngere der beiden erwachsenen Söhne des Violinisten und Komponisten Franz Benda. Seine Taufpaten waren die Markgrafen Friedrich Heinrich (Brandenburg-Schwedt) und  Karl Friedrich Albrecht von Brandenburg-Schwedt sowie der russische Gesandte Hermann Carl von Keyserlingk. Ebenso wie seine Geschwister Wilhelmine, Maria Carolina, Friedrich, Sophie Anna Henriette und Juliane erhielt er Musikunterricht vom Vater Franz Benda. 1766 wurde Karl Benda in die Hofkapelle aufgenommen.
Karl Benda kam als Violinvirtuose, insbesondere im Bendatypischen Adagio-Spiel, seinem Vater nach, dem er auch in Charakter, Statur und Physiognomie sehr ähnlich gewesen sein soll, aber er war auch ein geschätzter Klavierlehrer: Zu seinen Schülern gehörten König Friedrich Wilhelm III. sowie dessen Bruder Ludwig, die ihm ein Leben lang wohlwollend verbunden blieben, ferner u. a. der Komponist und Musikpädagoge Carl Friedrich Rungenhagen und der Sänger und Schauspieler Seidel. Auch die später in Weimar bekannte Kammersängerin Luise Rudorff (Tochter des Rittmeisters Friedrich Wilhelm Rudorff) war Karl Bendas Schülerin, er erlebte sie 1792 im Weimarer Hoftheater, als er seine beiden Schwestern Wilhelmine und Maria Carolina besuchte.
Karl Benda war auch Korrepetitor beim Ballett der Königlichen Oper Berlin. 1802 wurde er Nachfolger seines Onkels Joseph Benda im Amt des Konzertmeisters der Hofkapelle. Er war Mitglied der Berliner Freimaurerloge Zu den 3 goldenen Schlüsseln.

### Familie
Karl Benda heiratete 1777 eine Tochter von Kriegsrat Friedrich August Barth, mit welcher er den Sohn August Wilhelm Heinrich Ferdinand (1779–1861) bekam. Am 28. April 1825 wurde dieser, in der Stellung eines Kammerdirektors der Fürsten von Thurn und Taxis, vom bayerischen König in den erblichen Adelsstand erhoben. Zu Wilhelm von Bendas Nachkommen gehören der Assessor, Gutsbesitzer und Abgeordnete Karl Friedrich Wilhelm Robert von Benda (1816–1899), der Offizier Hans Robert Heinrich von Benda (1856–1919) sowie der Offizier und Dirigenten Hans Gustav Robert von Benda (1888–1972). Letzterer war Auftraggeber für Franz Lorenz’ Biografie Die Musikerfamilie Benda mit Schriftstücken und Bildern aus seinem Privatbesitz.
Nach dem Tod seiner ersten Frau heiratete Karl Benda eine Tochter des angesehenen Potsdamer Tuchfabrikanten Freytag, mit welcher er den Sohn Friedrich August Benda (1786–1854) bekam. Dieser schlug später ebenfalls die höhere Beamtenlaufbahn ein und war als engagierter Musikliebhaber im Vorstand mehrerer Vereine, insbesondere der Sing-Akademie.

## Werke
- Sinfonia D-Dur
- Sonata F-Dur per il Violino e Basso c.
- Sechs Adagios für das Pianoforte nebst Bemerkungen über Spiel und Vortrag des Adagio von Carl Benda pensionirtem Königl. Preuß. Kapellmeister[9]